# La Chapelle-Montmartin
La Chapelle-Montmartin är en kommun i departementet Loir-et-Cher i regionen Centre-Val de Loire i de centrala delarna av Frankrike. Kommunen ligger i kantonen Mennetou-sur-Cher som tillhör arrondissementet Romorantin-Lanthenay. År 2022 hade La Chapelle-Montmartin 409 invånare.

## Befolkningsutveckling
Antalet invånare i kommunen La Chapelle-Montmartin
| Referens: INSEE |